# بيريف بي إي -8
ببيريف بي إي -8 (بالإنجليزية: Beriev Be-8)‏ هي طائرة خطوط جوية من صناعة بيريف. كان أول طيران لها في 3 ديسمبر 1947.